# Борба-де-Годин
Борба-де-Годин (порт. Borba de Godim)  —  район (фрегезия) в Португалии,  входит в округ Порту. Является составной частью муниципалитета  Фелгейраш. По старому административному делению входил в провинцию Дору-Литорал. Входит в экономико-статистический  субрегион Тамега, который входит в Северный регион. Население составляет 2340 человек на 2001 год. Занимает площадь 7,98 км².